# Bahnhof Kawaguchiko
Der Bahnhof Kawaguchiko (jap. 河口湖駅 Kawaguchiko-eki) ist ein Bahnhof auf der japanischen Insel Honshū. Er wird von der Bahngesellschaft Fuji Kyūkō betrieben und befindet sich in der Präfektur Yamanashi auf dem Gebiet der Stadt Fujikawaguchiko. Der Bahnhof ist ein wichtiger Zugang zu den touristisch bedeutenden Fünf Fuji-Seen sowie zum Vulkan Fuji.

## Verbindungen
Kawaguchiko liegt am südlichen Ende der Fujikyūkō-Linie, die über Fujisan nach Ōtsuki führt. Nahverkehrszüge mit Halt an allen Zwischenstationen fahren tagsüber ungefähr alle 30 Minuten. Während der Hauptverkehrszeit wird der Takt auf etwa 20 Minuten verdichtet, am späten Abend gilt ein angenäherter Stundentakt. Ergänzt wird das Angebot durch mehrere umsteigefreie Schnellzüge in Richtung Shinjuku und Tokio (darunter Fuji Excursion) sowie die Ausflugszüge Fujisan Express und Fujisan View Express.
Auf dem Bahnhofsvorplatz an der Nordseite steht ein Busterminal mit drei Bussteigen. Hauptnutzer ist die Gesellschaft Fujikyū Bus, die neben Linienbussen im Orts- und Regionalverkehr auch Zubringerbusse zu nahe gelegenen Touristenattraktionen und zur 5. Station der Yoshida-Bergwanderroute am Fuji anbietet. Ebenso wird der Busterminal von zahlreichen Fernbuslinien verschiedener weiterer Anbieter bedient.

## Anlage
Der Bahnhof steht im Zentrum des stark touristisch geprägten Stadtteils Funatsu. Das Ufer des namensgebenden Kawaguchi-Sees liegt etwa einen halben Kilometer entfernt im Norden. Dort befinden sich zahlreiche Hotels, der Schiffsanleger für die auf dem See verkehrenden Kursschiffe und die Talstation der Kawaguchiko-Tenjōyama-Luftseilbahn. Weitere Sehenswürdigkeiten in der Nähe sind Fujikawaguchiko Onsenkyo (eine Gruppe von fünf Onsen-Bädern), das BELL-Einkaufszentrum und das Kawaguchiko Stellar Theater (ein Openair-Musikarena).
Die ebenerdige Anlage ist von Osten nach Westen ausgerichtet und umfasst drei Gleise, die alle dem Personenverkehr dienen. Diese liegen an zwei teilweise überdachten Mittelbahnsteigen, die über einen Bahnübergang mit dem Empfangsgebäude an der Nordseite verbunden sind. Trotz seiner Funktion als Endbahnhof ist Kawaguchiko als Durchgangsbahnhof konzipiert. Die Bahnstrecke verläuft noch knapp 150 Meter weiter nach Westen. In diesem Bereich befindet sich eine Eisenbahn, die als Zugang zur fünfgleisigen Abstellanlage südlich der Bahnsteige diente. Das aus Holz errichtete Empfangsgebäude mit seinen charakteristischen Satteldächern enthält Verkaufsschalter, einen Souvenirladen, ein Café und Büros der Bahngesellschaft. Vor dem Eingang wird ein Triebwagen der Baureihe Mo1 ausgestellt.
Im Fiskaljahr 2019 nutzten durchschnittlich 3262 Fahrgäste täglich den Bahnhof.

## Gleise
| 1–3 | ▉ Fujikyūkō-Linie | Fujisan • Ōtsuki • Shinjuku • Tokio |

## Bilder

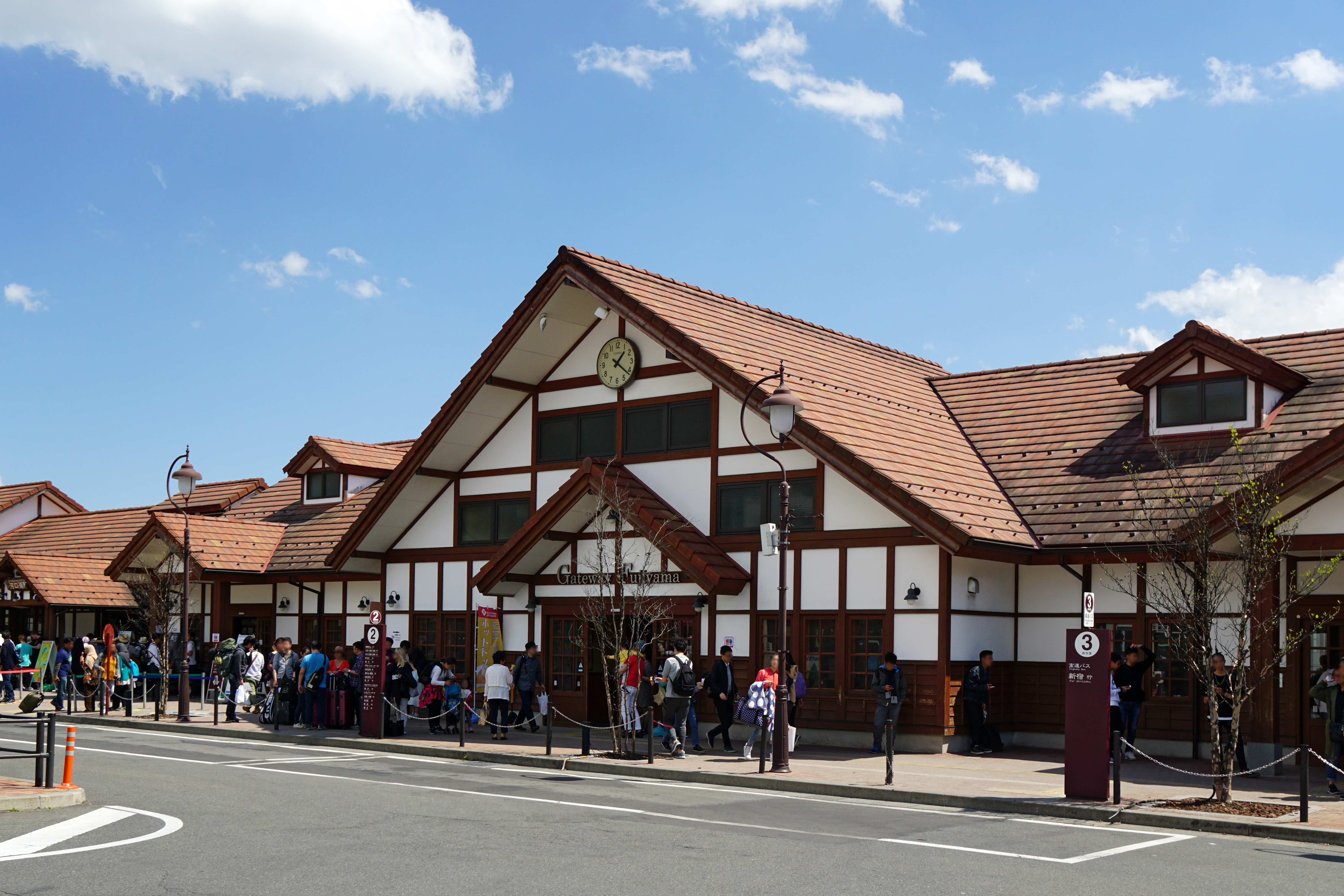
Haupteingang
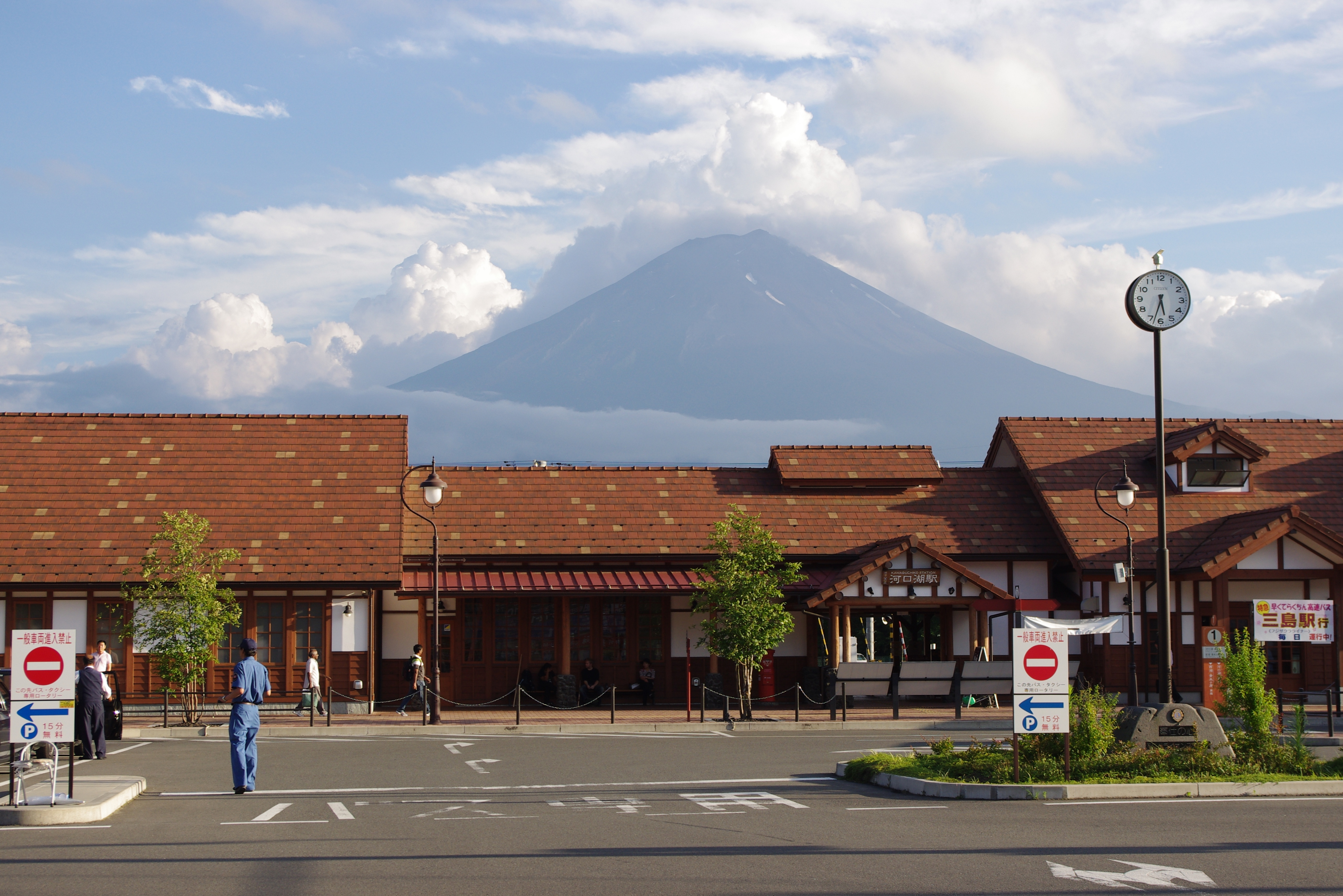
Der Fuji dominiert die Landschaft
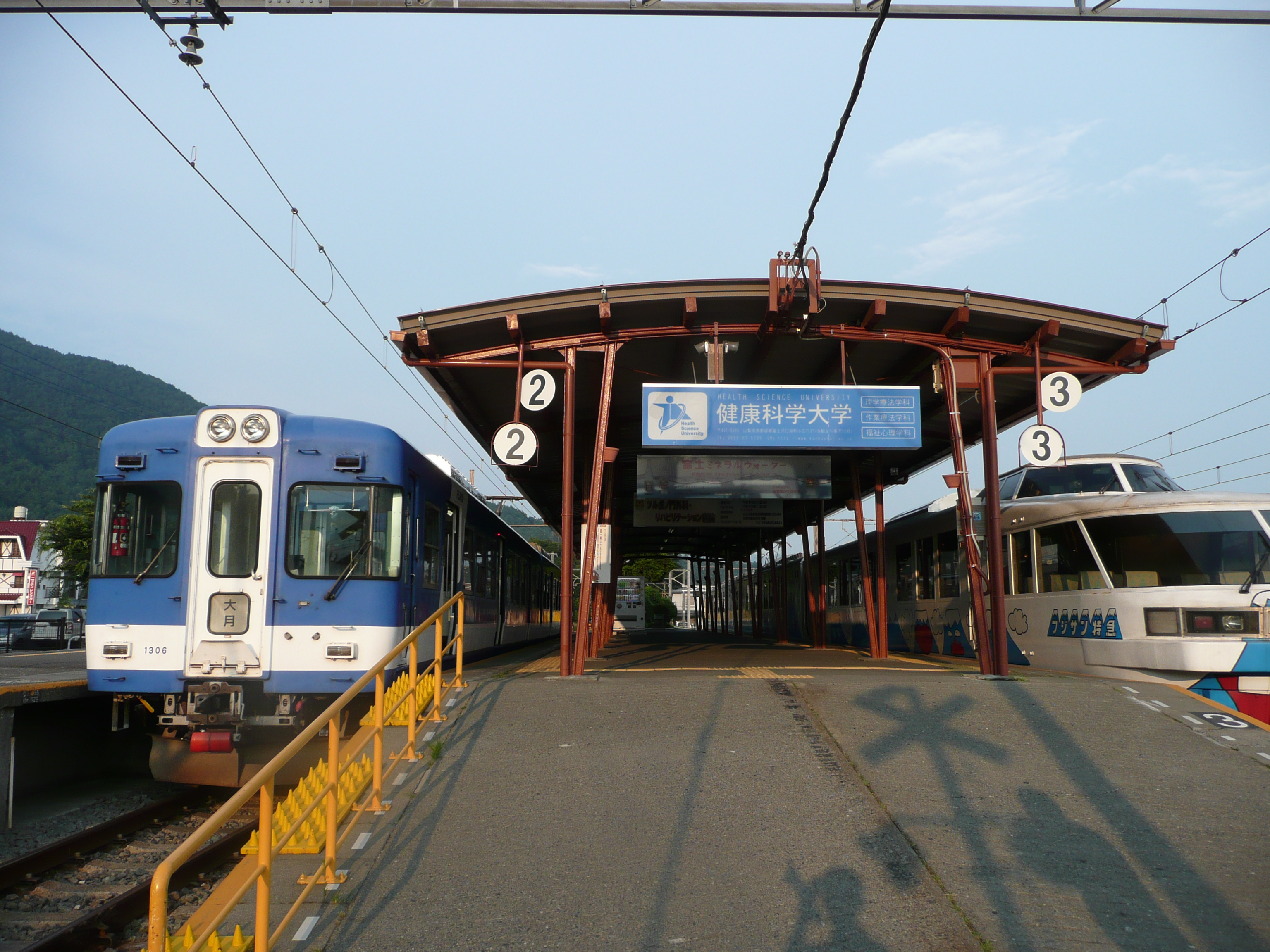
Bahnsteig (Gleis 2/3)
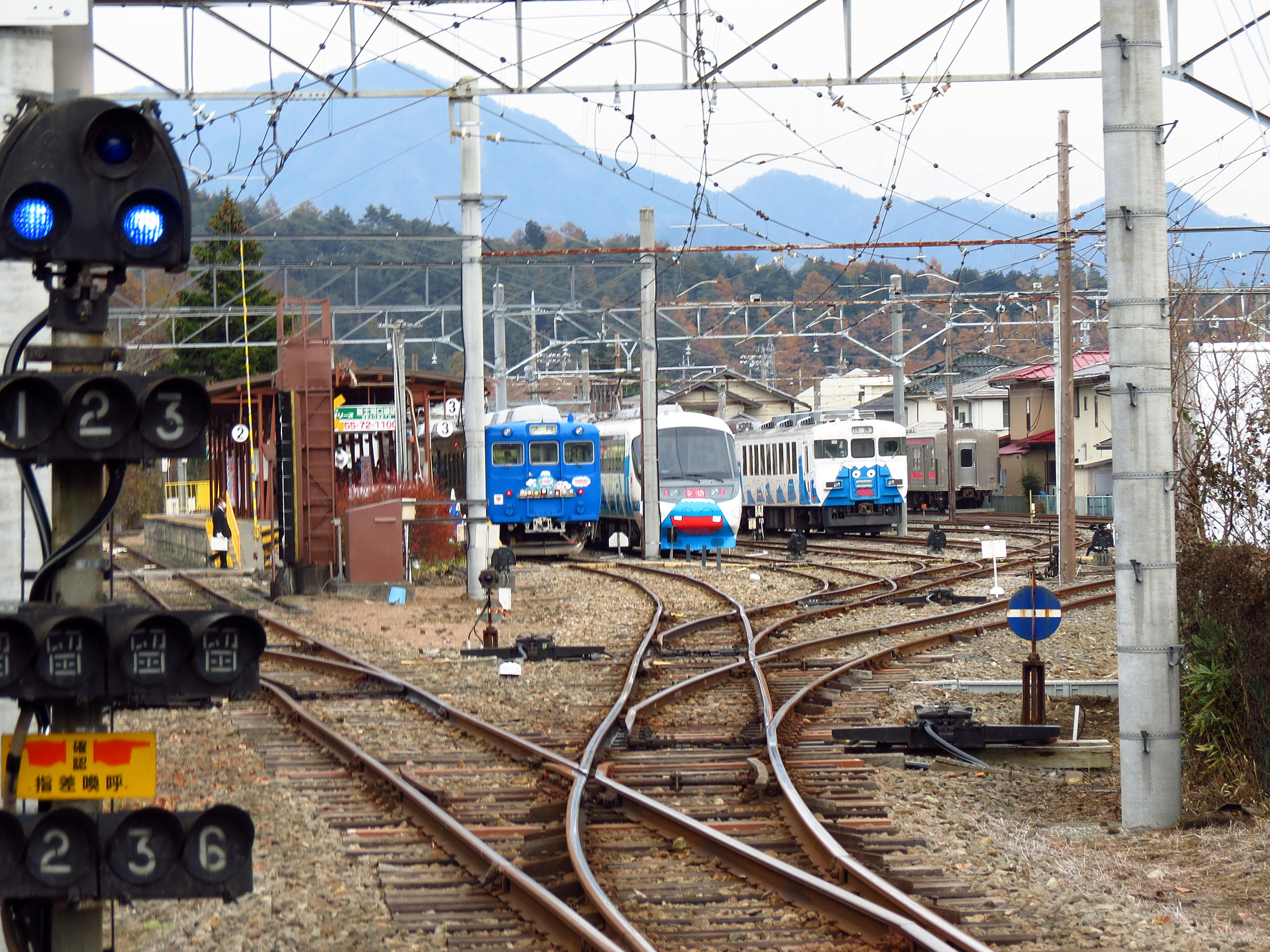
Abstellanlage
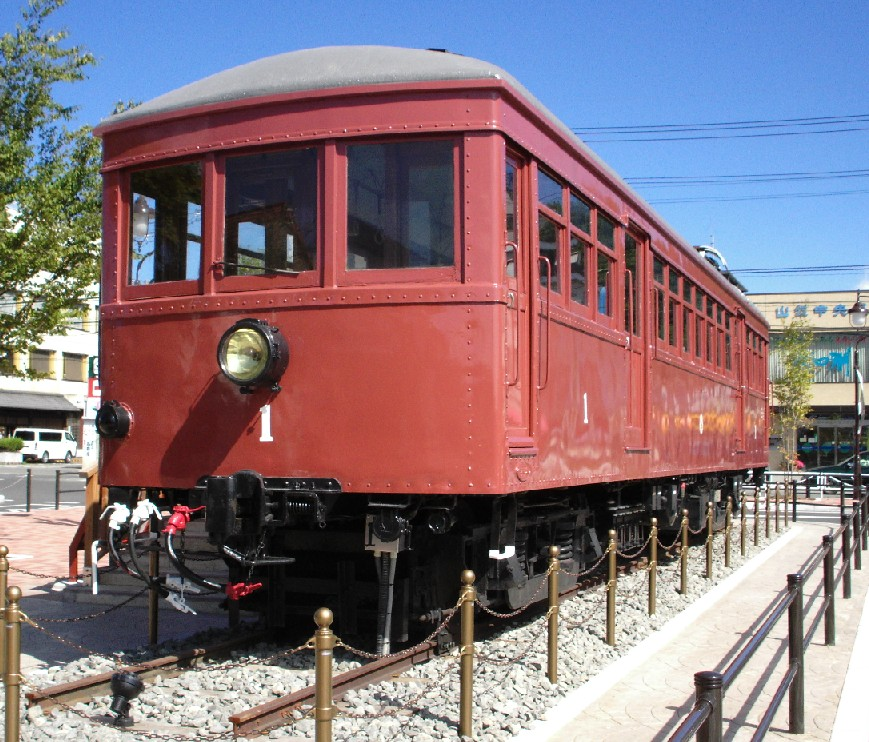
Triebwagen Mo1 auf dem Bahnhofsvorplatz

## Geschichte
Die rasante Entwicklung des Tourismus rund um die Fünf Fuji-Seen während der Nachkriegszeit bewog den Konzern Fuji Kyūkō dazu, die bisher im Bahnhof Fujiyoshida (heute Fujisan) endende Fujikyūkō-Linie in die Stadt Fujikawaguchiko zu verlängern. So nahm er am 24. August 1950 nach dreimonatiger Bauzeit einen 3,1 km langen Abschnitt in Betrieb, zusammen mit der neuen Endstation Kawaguchiko. Nach über fünf Jahrzehnten wurde das ursprüngliche Empfangsgebäude durch einen Neubau ersetzt, der am 24. März 2006 seine Tore öffnete. Seit dem 18. Dezember 2020 trägt der Bahnhof den Namenszusatz Fujikawaguchiko Onsenkyo, um Touristen auf diese Onsen-Bäder hinzuweisen.